# Onttola vasútállomás
Onttola vasútállomás (finn nyelven: Onttolan rautatieasema) egy vasútállomás Finnországban, Joensuu településen a Pieksämäki–Joensuu-vasútvonalon.

## Vasútvonalak
Az állomást az alábbi vasútvonalak érintik:
- Pieksämäki–Joensuu-vasútvonal

## Kapcsolódó állomások
A vasútállomáshoz az alábbi állomások vannak a legközelebb:
- Joensuu vasútállomás
- Ylämylly vasútállomás